# Aksel Rykkvin
Aksel Johannes Skramstad Rykkvin (Oslo, 11 de abril de 2003) es un barítono noruego.

## Biografía
Rykkvin comenzó cantando en el Coro de Niños de la Catedral de Oslo a los 5 años de edad. 
Rykkvin ganó la competición musical juvenil noruega de 2014-2015 en la categoría de cantantes de entre 10 y 15 años. Dos años más tarde ganó la competición 2016-2017 adjudicándose el título de «Músico del Año».
En marzo de 2016 interpretó el personaje de The Boy en la ópera de ciencia ficción Elysium del compositor noruego Rolf Wallin. En ese mismo año de 2016, saca su primer álbum: Arias by Bach, Handel & Mozart
Tras el cambio de su voz ha comenzado a actuar como barítono.

## Discografía
- Aksel! - Arias by Bach, Handel & Mozart (2016).